# Ácido 3-hidroxibenzoico
Ácido 3-hidroxibenzoico é um ácido monoidroxibenzoico. O ácido 3-hidroxibenzoico pode ser formado por uma espécie de Pseudomonas do ácido 3-clorobenzoico.